# Preševo
Preševo (en serbe cyrillique : Прешево ; en albanais : Preshevë ou Presheva) est une ville et une municipalité de Serbie situées dans le district de Pčinja. En 2022, la ville compte 59 024 habitants et la municipalité dont elle est le centre 59 024 habitants.
Plus de la majorité de la population de la municipalité de Preševo est albanaise ; avec près de 96 % de la population totale, elle représente la plus importante communauté albanaise de Serbie centrale.
En septembre 2011, l'assemblée des députés albanais de Preševo, Bujanovac et Medveđa a incité les Albanais de Serbie à boycotter le recensement prévu pour le mois d'octobre de cette année-là ; de ce fait, aucun chiffre de population n'a été communiqué pour les localités de la municipalité de Preševo.

## Étymologie
Le nom de Preševo provient du mot albanais Preshi (Preš-Prech) qui veut dire poireau et du suffixe serbe evo indiquant l'emplacement, ajouté après l'arrivée des Slaves. Il signifie donc « lieu des poireaux », ce qui est dû à la culture du poireau dans cette zone[réf. nécessaire].
De 1877 à 1913, Preševo faisait partie du Kosovo Vilayet de l'Empire ottoman. Après la première guerre des Balkans en 1912, le royaume de Serbie récupère la région, avec un taux démographique différent de celui du Moyen Âge (les Serbes sont devenus minoritaire)

## Localités de la municipalité de Preševo

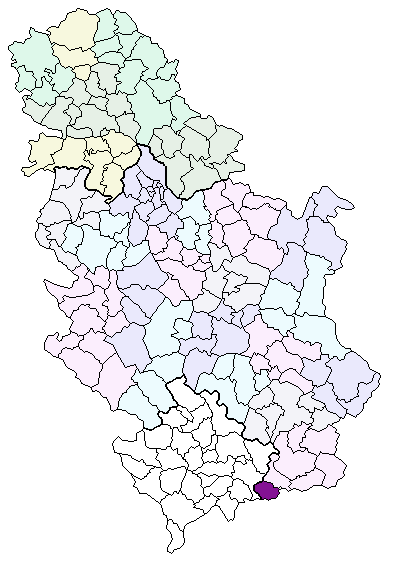
Localisation de la municipalité de Preševo en [Serbie

La municipalité de Preševo compte 34 localités :
| - Aliđerce - Berčevac - Bujić - Bukarevac - Bukovac - Buštranje - Golemi Dol - Gornja Šušaja - Gospođince - Depce - Donja Šušaja - Žujince | - Ilince - Kurbalija - Ljanik - Mađare - Miratovac - Norča - Oraovica - Pečeno - Preševo - Rajince - Ranatovce - Reljan | - Svinjište - Sefer - Slavujevac - Stanevce - Strezovce - Trnava - Cakanovac - Cerevajka - Crnotince - Čukarka |

Preševo est officiellement classée parmi les « localités urbaines » (en serbe : градско насеље et gradsko naselje) ; toutes les autres localités sont considérées comme des « villages » (село/selo).

## Démographie

### Ville

#### Évolution historique de la population dans la ville
| 1948  | 1953  | 1961  | 1971  | 1981   | 1991   | 2002   |
| ----- | ----- | ----- | ----- | ------ | ------ | ------ |
| 5 102 | 5 051 | 5 680 | 7 657 | 11 637 | 15 107 | 13 426 |

En 2010, la population de Preševo était estimée à 13 034 habitants.

### Municipalité

#### Évolution historique de la population dans la municipalité
| 1948 | 1953 | 1961   | 1971   | 1981   | 1991   | 2002   |
| ---- | ---- | ------ | ------ | ------ | ------ | ------ |
| -    | -    | 26 738 | 30 057 | 33 948 | 38 943 | 34 904 |

#### Répartition de la population par nationalités dans la municipalité (1961-2002)
Toutes les localités de la municipalité de Preševo possèdent une majorité de peuplement albanaise, à l'exception des villages de Ljanik, Svinjište, Slavujevac et Cakanovac, qui sont habités majoritairement par des Serbes.

## Politique
En 1992, les Albanais de la région ont organisé un référendum réclamant le rattachement de Preševo, Medveđa et Bujanovac au Kosovo. Entre 1999 et 2001, une organisation paramilitaire appelée Armée de libération de Preševo, Medveđa et Bujanovac (Ushtria Çlirimtare e Preshevës, Medvegjës dhe Bujanocit) opéra dans la région, avec le but d'interpeller les organisations internationales concernant la situation dans cette région. À partir de 2005, Ragmi Mustafa, du Parti démocrate albanais (PDSH) a dirigé la municipalité de Preševo.
La Coalition albanaise de la vallée de Preševo a obtenu 16 973 voix (0,42 %) et un député aux élections législatives serbes du 21 janvier 2007.
Selon le référendum de 1992 plus de 50 % de la population, a entièrement migré en Europe pour profiter du droit international.
En novembre 2012, la mise en place devant la mairie d'un monument à la gloire des combattants albanais a suscité l'indignation et de fortes protestations du gouvernement serbe, qui à la suite de la décision du gouvernement le monument est retiré par plusieurs membres de la gendarmerie.

## Économie
La structure économique de la vallée de Presevo présente des similitudes avec de nombreuses provinces du Kosovo. L'agriculture est la branche principale de l'économie. Près de 70% de la population travaille dans l'agriculture. Les monts Presevo et Bujanovac sont propices au développement de l'agriculture. Les principales cultures cultivées sont les céréales, tandis que les plantes industrielles sont principalement du tabac cultivé. Jusqu'à récemment, la culture du tabac couvrait de vastes superficies, car l'avantage économique était considérable. Récemment, les superficies plantées avec cette culture industrielle sont en diminution. Le centre le plus important de la vallée est Presevo (700 habitants), un centre municipal connu pour le secteur de la construction, le secteur de la transformation du tabac et les boissons non alcoolisées. Au nord de Presevo, Bujanovac (7 500 habitants) s'est développé en tant que centre municipal du secteur de l'alimentation et de l'eau minérale.